# Alf Watson
Alf Watson, född 26 maj 1907, död 23 augusti 1992, var en friidrottare från Australien. Han deltog vid olympiska sommarspelen 1928 och olympiska sommarspelen 1936.